# 滑文蔚
滑文蔚，河南開封府潁川人，清朝政治人物、同進士出身。

## 生平
萬曆四十六年（1618年）舉戊午科河南鄉試，清順治三年（1646年），登丙戌科三甲進士，官至蔚州知州。